# Henry Cavendish
Henry Cavendish (Nice, 10 de outubro de 1731 — Londres, 24 de fevereiro de 1810) foi um físico e químico franco-britânico nascido em Nice.
Conhecido por ter descoberto o hidrogênio, que ele chamou de "ar inflamável", e também por ter medido a densidade da Terra (na famosa experiência de Cavendish), além de pesquisas em eletricidade. Cavendish é conhecido também pela precisão de suas medições.

## Biografia
Henry Cavendish nasceu em 10 de Outubro de 1731 em Nice, França , então parte do Reino da Sardenha onde sua família morava na época. Sua mãe Lady Anne Grey era filha do Duque de Kent, e seu pai Lord Charles Cavendish era filho do segundo Duque de Devonshire. Sua mãe morreu em 1733, três meses depois do nascimento do segundo filho do casal, Frederick, e pouco antes do segundo aniversário de Henry Cavendish, deixando Lord Charles Cavendish para cuidar de seus dois filhos.
Aos 11 anos, Henry Cavendish era aluno na escola particular Dr. Newcome's School, em Hackney, perto de Londres. Em 1749, aos 18 anos, ingressou na Universidade de Cambridge, no St Peter's College, então conhecido como Peterhouse, mas abandonou o curso quatro anos depois, sem se graduar. Cavendish era quieto e solitário, não formando relacionamentos pessoais próximos fora de sua família. Cavendish, que era particularmente tímido com as mulheres, para evitar encontrar sua empregada, construiu uma escada atrás de casa. Saía socialmente apenas para o clube da Royal Society, cujos membros jantavam juntos antes dos encontros semanais. Cavendish raramente perdia estas reuniões e era profundamente respeitado por seus contemporâneos.
De comportamento antissocial e sigiloso, Cavendish frequentemente evitou publicar seu trabalho. Somente no final do século XIX, muito depois de sua morte, que James Clerk Maxwell leu os documentos de Cavendish e encontrou inovações pelas quais outros receberam crédito. Alguns exemplos das descobertas ou antecipações de Cavendish são Lei das Proporções Recíprocas, de Richter, Lei de Ohm, Lei das pressões parciais, de Dalton, princípios da condutividade elétrica (incluindo a Lei de Coulomb), e Lei dos Gases, de Charles.
Cavendish morreu em 1810, aos 78 anos, e foi enterrado na Catedral de Derby, ao lado de vários de seus ancestrais.

## Gases e a atmosfera
Cavendish foi um dos conhecidos químicos pneumáticos dos séculos XVIII e XIX, junto de, por exemplo, Joseph Priestley, Joseph Black, e Daniel Rutherford. Combinando metais com ácidos fortes, Cavendish produziu gás hidrogênio (H2), que ele isolou e estudou. Embora outros, tais como Robert Boyle, já tinham produzido hidrogênio, o crédito pela descoberta do hidrogênio é dado a Cavendish porque ele reconheceu que o hidrogênio era um elemento químico.
Cavendish observou que o hidrogênio, que ele chamou de "ar inflamável", reagia com o oxigênio, então conhecido como "ar deflogisticado", formando água. James Watt e Antoine Lavoisier fizeram uma observação similar, disso resultou uma controvérsia sobre quem deveria receber o crédito por isso.
Cavendish também determinou acuradamente a composição da atmosfera da Terra. Ele encontrou que 79,167% era "ar flogisticado" (hoje nitrogênio e argônio), e 20,8333% era "ar deflogisticado" (hoje, 20,95% oxigênio). Cavendish também encontrou que 1/120 da atmosfera da Terra era um terceiro gás, que foi identificado como argônio aproximadamente 100 anos depois por William Ramsay e Lord Rayleigh.

## Pesquisas sobre eletricidade
Os experimentos elétricos de Cavendish não eram conhecidos até que um século depois foram coletados e publicados por James Clerk Maxwell, em 1879, muito depois de outros cientistas terem sido creditados pelos mesmos resultados. Entre as descobertas de Cavendish estavam as seguintes:
- O conceito de potencial elétrico, que ele chamou de "grau de eletrificação";
- Uma prematura unidade de capacitância, a de uma esfera de uma polegada de diâmetro;
- A equação para a capacitância de um capacitor de placas;
- O conceito de constante dielétrica de um material;
- A relação entre potencial elétrico e corrente, agora chamada Lei de Ohm. (1781);
- Leis para a divisão de corrente em circuitos paralelos, agora atribuídas a Charles Wheatstone;
- A lei do inverso do quadrado da distância para a força elétrica, agora chamada Lei de Coulomb.

## Escritos selecionados
- Cavendish, Henry (1921). Scientific Papers. 1. Cambridge: Cambridge University Press – edited by James Clerk Maxwell and revised by Joseph Larmor
- Cavendish, Henry (1921). Scientific Papers. 2. Cambridge: Cambridge University Press – edited by James Clerk Maxwell and revised by Joseph Larmor
- Cavendish, Henry (1879). The Electrical Researches of the Honourable Henry Cavendish. Cambridge: Cambridge University Press. cavendish henry. – edited by James Clerk Maxwell